# 鐵路戰爭

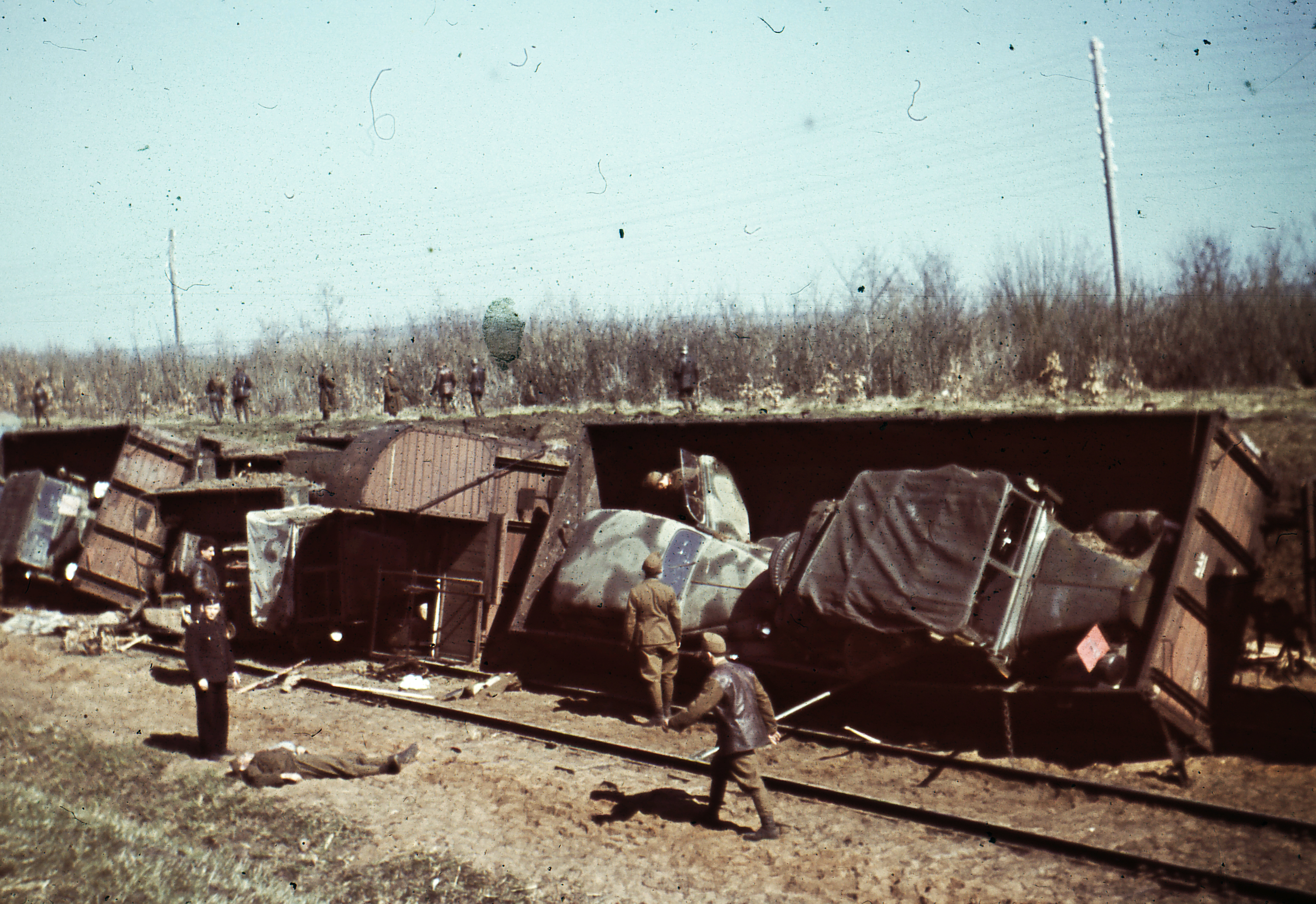
1942年鐵路戰爭行動期間，一列帶設備脫軌的德國火車。

鐵路戰爭（俄语：Рельсовая война）是游擊隊的一項行動，其目的是破壞敵人的鐵路運輸工作，並使鐵路運輸的人力、設備和物資喪失能力。
在和平時期，恐怖組織也會發動鐵路戰爭，以對社會施加道德影響。

## 中國抗日戰爭
中國抗日戰爭期間，八路軍曾在百團大戰中對日軍控制下的鐵路進行破壞。

## 蘇聯衛國戰爭
蘇聯衛國戰爭期間，白俄羅斯共產黨曾發起針對入侵的納粹德國軍隊的鐵路戰爭行動。1943年6月，白俄羅斯共產黨中央委員會通過決議，要求摧毀德國鐵路線，並要求鐵路工人舉行總罷工以阻止其重建。鐵路戰爭行動還伴隨著故意使火車出事故、破壞橋樑和車站。蘇聯游擊隊造成了納粹德國物流的嚴重中斷。

## 2022年俄羅斯入侵烏克蘭
2022年俄羅斯入侵烏克蘭期間，白俄羅斯反對派的激進組織BYPOL於2022年3月開始組織游擊隊對白俄羅斯鐵路進行破壞，以干擾俄羅斯軍用列車的運行。白俄羅斯三個州的信號設備被毀，鐵路線被封鎖。由於這次行動，白俄羅斯鐵路的幾個分支機構的工作受到干擾。俄羅斯鐵路公司已禁止其機車車輛（包括軍用列車）在夜間通過白俄羅斯境內，白俄羅斯司機大規模拒絕駕駛機車前往該路段。